# أمل منصور
أمل منصور واسمها عند الولادة أمل مرشد أبو صلاح (1950 – 31 أكتوبر 2018)، هي كاتبة فلسطينية، وزوجة الكاتب خيري منصور.

## حياتها
وُلدت أمل عام 1950 في حي ضاحية شويكة في مدينة طولكرم، وتلقت تعليمها في مدارس مدينتها طولكرم، حيث درست المرحلة الابتدائية في مدرسة طولكرم الابتدائية، وأنهت المرحلة الإعدادية في مدرسة الأصمعي، والثانوية في المدرسة العدوية الثانوية للبنات في المدينة.
عملت أمل في بنك التسليف والإدخار في الكويت بين عامي 1967 حتى 1974، ثم عادت إلى الأردن لتعمل أمينةً لمكتبة المكتب التنفيذي لشؤون الأرض المحتلة في الفترة ما بين 1975 حتى 1977، ثم غادرت إلى بغداد وأقامت فيها حتى عام 1977، ومنها إلى بيروت لتعمل مُعلمةً للغة الإنجليزية، وعادت إلى بغداد مرةً أُخرى عام 1980 لتعمل موظفةً بدار ثقافة الأطفال في الفترة ما بين 1980 حتى 1987. ساهمت أمل في تحرير مجلات الأطفال: «مجلتي» و«المزمار» و«علم وتكنولوجيا».
مُتزوجة من الكاتب خيري منصور، والذي توفيَ في 19 سبتمبر 2018.

## أعمالها الأدبية
لها أعمال أدبية كثيرة تأليفًا وترجمًة من الإنجليزية، للأطفال والكبار، ومنها:
- مغامرة قفص (مترجم) دار يمان، عمان.
- خمسون حقيقة عن الإنسان الآلي (علمي مترجم).
- صانعو الدمى الثلاث (رواية مترجمة).
- الخياطة الصغيرة (تعليمية).
- كتابي الأول عن الكون (علمي).
- كتاب الآثار (علمي).
- أنا وابنتي (خيال علمي).
- جولة بين الكواكب (خيال علمي).
- قصص ملونة، دار أناهيد، الكويت.
- ابنة الأرض، دار أناهيد، الكويت.
- السلة، دار أناهيد، الكويت.
- المارد الأناني (مترجمة)، دار أناهيد، الكويت.
- حكايات شعبية أفر آسيوية، دار اللوتس.
- أساطير وحكايات (أعداد وترجمة) وزارة الثقافة، عمان.
- الطفل في الأسرة (ترجمة).

## وفاتها
تُوفيت بتاريخ 31 أكتوبر 2018 في منطقة ضاحية الرشيد غَربي عَمّان، حيثُ قُتلت على يد خادمتها الأوغندية بثمانِ طعناتٍ، حيثُ ذكرت وسائل الإعلام الأُردنية، أنَّ الخادمة عملت في بيت أمل لمدة 13 عامًا، ولكنها قتلت أمل وسرقت بعض مُتعلقات المنزل، ثُم توجهت إلى مطار الملكة علياء الدولي، إلا أنَّ موظفي المطار طلبوا من الخادمة موافقة من تعمل لديهم، ثم حاولوا الاتصال بالمنزل ولكن لم يُجب عليهم أحد، فاستطاعوا الوصول إلى ابن الضحية والذي استغرب سفر الخادمة فجأةً، فتوجه إلى المنزل ليجد والدته مُقتولة فاتصل بالمطار، حيثُ قاموا بتوقيف الخادمة، حتى وصلت الأجهزة الأمنية.
يُذكر أنَّ أمل تُوفيت بعد 40 يومًا من وفاة زوجها خيري منصور، والذي توفي في 19 سبتمبر 2018.